# Partit Social Regionalista (Unió Institucional)
El Partit Social Regionalista (Unió Institucional) (PSR (UI)) fou un partit polític espanyol fundat a Catalunya de filiació carlista tradicionalista.
Es formà amb el nom de Front Institucional el 1974 sota l'impuls de la Germandat Nacional del Maestrat que dirigia Ramon Forcadell i Prats i Lucas María de Oriol. El 1975 adoptà el nom de Partit Social Regionalista i es registrà com a partit polític el 4 d'octubre de 1976 com a PSR (UI), acció mitjançant la qual es convertia en un dels primers cinc partits registrats a l'Estat espanyol passada la dictadura franquista. En la seva Assemblea de març de 1977 es definia com a de centre, social i democràtic, interclassista, no confessional i d'inspiració cristiana.
Bona part dels seus membres acabaren integrant-se en la Unió Nacional Espanyola. El 1996 el PSR (UI) demanà el vot per al Partit Popular.